# سوسة فراشية فروية
السوسة الفراشية الفروية أو عثة الملابس صانعة الأكياس (الاسم العلمي: Tinea pellionella) هي نوع من الحشرات تتبع جنس السوسة الفراشية من فصيلة السوسيات الفراشية.